# .бел
El nom de domini бел (abreviatura del belarús: Беларусь, en català: Belarús) és el domini internacionalitzat (IDN ccTLD) que s'ha aprovat per a Belarús. L'activació del domini va acabar el 2014 i el registre va començar el març de 2015. L'altre domini de Belarús és el .by.